# Costa Daurada

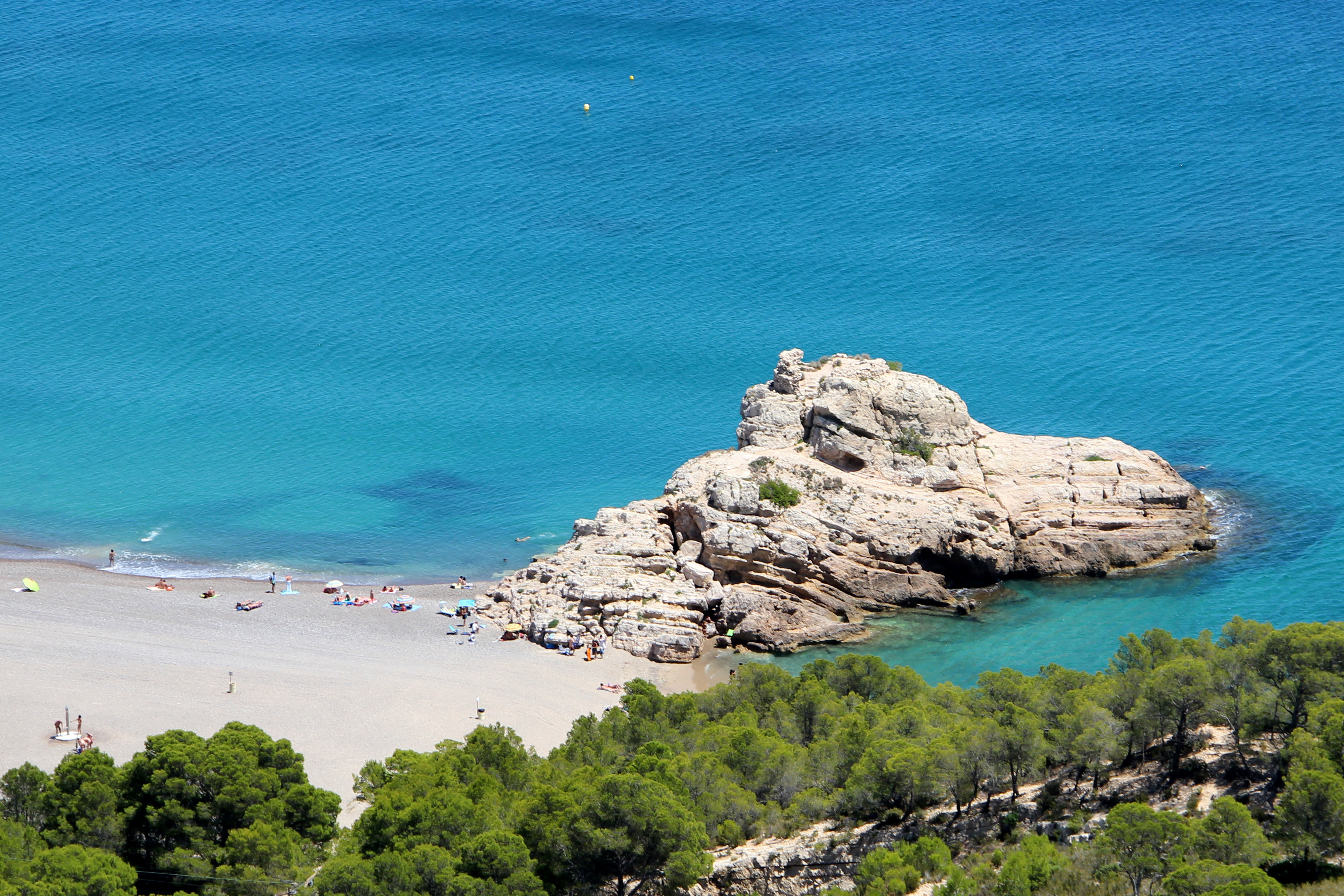
Platja del Torn, de tradició naturista, a Vandellòs i l'Hospitalet de l'Infant.

La Costa Daurada és el tram de costa mediterrània comprès entre L'Hospitalet de l'Infant (Baix Camp) i Cunit (Baix Penedès). Té una longitud total de 126 km, sumant la costa de les comarques del Baix Camp, Tarragonès i Baix Penedès. Sovint s'hi afegeixen les comarques del Baix Ebre i el Montsià, sent Costa Daurada sinònim de costa tarragonina. En aquest cas la longitud assoleix els 308 km.
Les comarques del Baix Penedès, el Tarragonès, el Baix Camp, la Conca de Barberà, el Priorat i també l'Alt Camp, s'apleguen en una demarcació d'una gran bellesa paisatgística, amb un ric patrimoni cultural i social fruit de la seva història, a causa de la confluència i el mestissatge cultural que s'hi ha viscut al llarg de mil·lennis.
El patrimoni és molt variat. Des de la Tàrraco romana, seu de la residència de l'emperador Cèsar August i capital de la Hispània Citerior durant l'imperi romà, passant pels monestirs cistercencs i cartoixans, construïts durant l'edat mitjana, sense oblidar la riquesa natural i paisatgística d'indrets com ara la serra de Montsant i les Muntanyes de Prades, a més de territoris amb una bellesa natural espectacular, com són el Priorat o la Conca de Barberà.
La Costa Daurada té una important oferta d'oci i de qualitat. PortAventura World esdevé el seu principal atractiu, amb un parc que realitza importants inversions per ampliar la seva oferta.
L'excel·lent climatologia, amb estius càlids i hiverns molt suaus i amb escasses pluges, fan que la Costa Daurada sigui durant tot l'any, l'indret ideal per practicar activitats esportives. De fet, són nombrosos els municipis que ofereixen una important xarxa d'instal·lacions. En aquest sentit, hi ha una bona oferta de camps de golf.
Compta també amb una rica oferta gastronòmica.

## Història i patrimoni

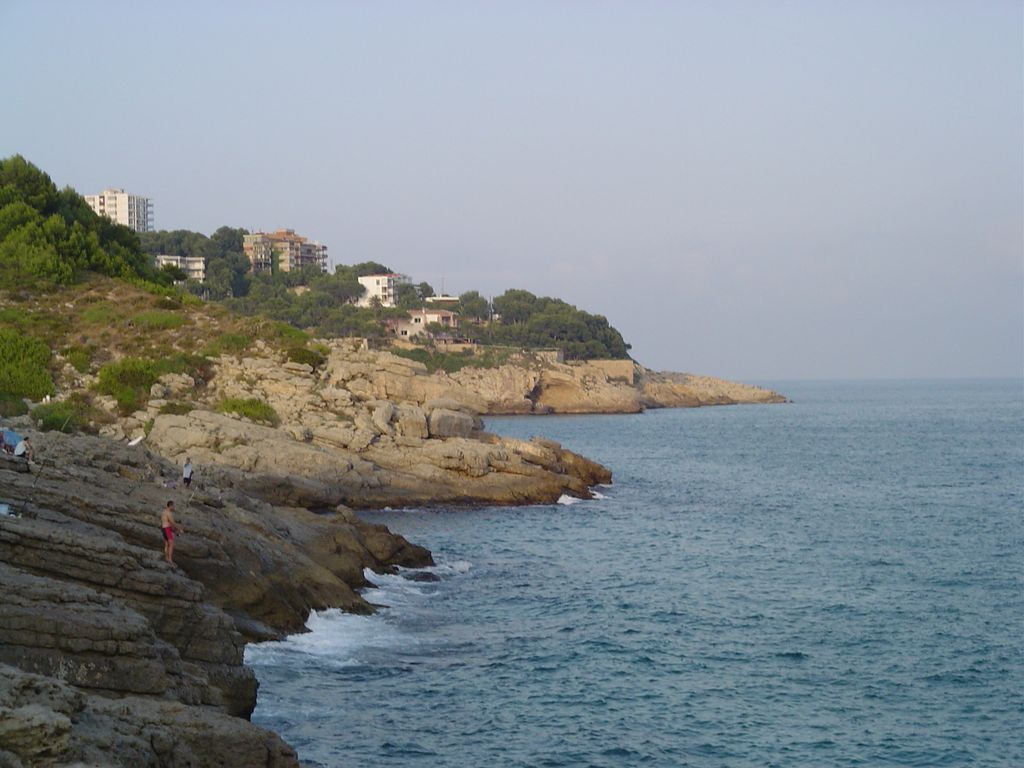
Vista desde la Punta del Cavall (Salou).

El clima, la llum i el seu emplaçament geogràfic han fet de la Costa Daurada una terra d'acollida per a moltes civilitzacions. Durant la prehistòria l'homo sàpiens va viure a les muntanyes de Prades com ho testimonien les pintures rupestres que es preserven a Vandellòs, Vilaplana, la pedania montblanquina de Rojals, Cornudella de Montsant i Tarragona. Aquest conjunt artístic és, des del 1998, inscrit en la llista de Patrimoni de la Humanitat per part de la UNESCO. Les coves de l'Espluga de Francolí són també un excel·lent testimoni de la vida prehistòrica amb un interessant discurs museogràfic.
Entre els segles VIII i VII abans de Crist diverses colònies de fenicis van arribar a la península ibèrica. El poble semita, sorgit de les migracions des de Mesopotàmia, es va instal·lar també a la Costa Daurada, com ho testimonien les àmfores i grans recipients per al transport del vi, l'oli i altres productes que es van localitzar al jaciment del Puig-roig, al Masroig.
A Valls, el jaciment del Vilar, en estudi per part de la Universitat de Barcelona, ha evidenciat que a la ciutat s'hi va trobar el jaciment ibèric de Cissis, on Hannibal va enfrontar-se amb les tropes romanes fa més de 2.200 anys d'antiguitat.

### Època romana
La petjada romana és excepcional. Els romans van establir-hi un campament durant la segona guerra púnica, entre el 218 i el 206 aC. L'emplaçament de la ciutat, al costat del riu Tulcis (actualment Francolí), va permetre que anés augmentant la seva importància. Per això, els romans van anar bastint les estructures d'una ciutat, primer envoltant la fortalesa amb murs, en la qual destacava la torre més alta dedicada a la deessa Minerva. A finals del segle ii aC s'inicià la urbanització de la ciutat amb clavegueres, carrers i també un temple capitulí.
Juli Cèsar atorgaria a Tàrraco el títol de colònia entre el 45 i el 49 aC. Del 27 a 25 aC Cèsar August es va establir a la ciutat per recuperar-se d'una malaltia, mentre l'exèrcit romà mantenia les guerres càntabres. Tàrraco, que va ser la capital de la Hispània Citerior o Tarraconense, era cap d'un districte judicial, seu de governador i procurador, tresor i arxiu provincials.
Durant l'època, les villae romanes van començar la producció de vins de qualitat, que eren molt apreciats a Itàlia. Fruit del culte imperial, a Tarragona, es va bastir un gran altar dedicat a August, que després de la seva mort comptava amb vuit columnes corínties de façana i una estàtua gegantina al Déu August.
Els rius Gaià i Francolí subministraven aigua potable a la ciutat. Per fer-ho possible es van construir dos aqüeductes, un d'ells, el de Ferreres, es preserva i té més de 200 metres de longitud i 26 metres l'alçada, amb materials procedents de les pedreres de Santa Tecla, el Mèdol i Alcover.
Per la Tàrraco romana hi passava la via Augusta, que unia Cadis amb Roma, al seu pas per Tarragona s'hi van bastir edificis funeraris, com la Torre dels Escipions, o monuments commemoratius com l'Arc de Berà.
El circ és també en l'actualitat un dels vestigis patrimonials més importants d'aquella època. La seva capçalera està restaurada i a les voltes s'hi pot observar cases i comerços. L'amfiteatre, que es va aixecar entre el 121 i 122 dC impulsat per Adrià per celebrar-hi les lluites dels gladiadors i les caceres de feres, és també un dels monuments de la Tàrraco romana i compta amb tribunes i grades tallades a la roca.
Entre els segles I i II dC Tàrraco va viure una gran època esplendorosa, amb grans residències com la Vil·la dels Munts a Altafulla. Mentre que quan els emperadors romans van donar llibertat de culte es va localitzar la necròpolis paleocristiana, amb mausoleus, sarcòfags i també tombes humils amb àmfores o teules.
El conjunt de la Tàrraco romana, que des del 2000 és inclosa al llistat de Patrimoni de la Humanitat per part de la Unesco, també inclou el luxós mausoleu de Centcelles, bastit entre els segles iv i v dC, que preserva mosaics policroms. En l'actualitat, al Museu Nacional Arqueològic de Tarragona i al Museu d'Història de Tarragona, s'hi conserven elements arquitectònics, ceràmiques, vidres, metalls i una col·lecció de més de 1.200 làpides romanes, considerada la més important de tota la península Ibèrica.

### Edat mitjana
La construcció de tres grans monestirs marca l'Edat Mitjana. D'una banda, la intercessió de Ramon Berenguer IV va ser clau per facilitar la implantació del monestir de Santes Creus, que inicialment es va bastir a Valldaura. D'altra banda, la cessió de les finques, a Santes Creus ben a prop de la llera del riu Gaià, va ser fruit de la deixa de Guerau Alamany de Cervelló i Guillem de Montagut.
L'època de major esplendor econòmica, social i política del monestir va coincidir amb el vincle que el monestir va mantenir amb la Corona. De fet, amb el patrocini de Jaume el Just i la reina Blanca d'Anjou es va aixecar el claustre principal del monestir, que és únic al Cister per les representacions de figures mitològiques.
En aquest claustre també hi descansen nobles catalans que van acompanyar Jaume I en la conquesta de Mallorca. A l'església del monestir hi descansen Jaume el Just i la reina Blanca d'Anjou, a més de Pere el Gran. La tomba d'aquest darrer fou oberta l'any 2010, després de 700 anys d'estar intacta. La intervenció va permetre analitzar la vida dels nobles i monarques durant l'Edat Mitjana.
La desamortització de Mendizábal, l'any 1835, va significar també la pèrdua de la vida monàstica al conjunt cistercenc de l'Alt Camp. En l'actualitat, el monestir no és habitat i part de les instal·lacions són ocupades per veïns, que des de mitjan segle xix hi van establir les seves residències.
L'establiment del monestir de Poblet a la Conca de Barberà, l'any 1150, també va ser clau per a la reconquesta de la Catalunya Nova. Els segles xii i xiii van ser fonamentals en la història del monestir, que preserva tots els estils arquitectònics.
“Poblet tendeix a subratllar les qualitats (...) Tot és net, polit i té naturalesa elegant. Res és vulgar, ni adotzenat, ni estrany. Tot és ordre i pau. Des d'un punt de vista exterior, el monestir sempre sembla igual” diu Josep Pla en la Guia fonamentada i popular del monestir de Poblet (1980).
Poblet, més enllà de l'arquitectura, també va cultivar excel·lents relacions amb els monarques de la Corona d'Aragó. Tant és així, que hi són enterrats a les tombes restaurades per Frederic Marés i emplaçades a l'església:
- Alfons I, el Cast
- Jaume I, el Conqueridor
- Pere el Cerimoniós
- Joan I, el caçador
- Martí I l'Humà
- Ferran I d'Antequera
- Alfons IV el Magnànim
- Joan II

La desamortització de Mendizábal va significar la pèrdua de la vida monàstica, que es recuperaria l'any 1940. En l'actualitat, el monestir compta amb una quarantena de monjos benedictins que es dediquen a seguir l'orde de Sant Benet, amb l'Ora et Labora.
El monestir de Poblet va obrir l'any 2013 l'hostatgeria externa, que complementa l'activitat de l'hostatgeria interna –aquesta última, únicament per a homes–. L'equipament compta amb un restaurant i sales per a desenvolupar-hi activitats diverses.
A la comarca del Priorat, l'any 1194, el rei Alfons I El Cast va fundar la Cartoixa d'Escaladei cedint un indret de silenci, solitud i natura. Les primeres construccions del cenobi van situar-se en una transició entre el romànic i el gòtic, com l'església de Santa Maria. En aquella època també es va bastir el primer claustre amb dotze cel·les al seu voltant a més de la resta de dependències bàsiques del monestir, com ara la sala capitular o el refetor.
Posteriors donacions, com la del rei Jaume I el Conqueridor, van permetre augmentar i consolidar la importància de la cartoixa, que tindria jurisdicció i domini als termes municipals de la Morera de Montsant, Gratallops, Torroja, Porrera, Poboleda i també la Vilella Baixa. La Cartoixa d'Escaladei va donar aixopluc a una creació cultural i artística de primera magnitud, tal com ho testimonia l'Escola de Pintura d'Escaladei.
La desamortització de Mendizábal de 1835 va permetre el saqueig de la cartoixa. Poc després, els béns van ser subhastats i adquirits per un grup de propietaris. Fins al 1989 la cartoixa no va tornar a ser un bé de titularitat pública.
Durant l'Edat Mitjana Montblanc va esdevenir una població amb un ric protagonisme. Al segle xiv la població disposava d'importants privilegis reials i, des del 1307 fins al 1414, va acollir la celebració de les corts catalanes. En l'actualitat, preserva el recinte emmurallat i destacats elements patrimonials com ara l'església de Santa Maria La Major, l'església de Sant Miquel, l'antic hospital de Santa Magdalena o el Call Jueu. Montblanc és conjunt monumental i artístic des de l'any 1947.
Durant l'Edat Mitjana es produirà una eclosió de ciutats, amb l'intercanvi comercial i l'augment de la producció agrària que impulsa el creixement demogràfic i econòmic. A la ciutat de Tarragona, hi ha deixat petjada amb importants edificis com ara l'antic hospital de Santa Tecla, en l'actualitat emprat com a seu del Consell Comarcal, o també la seva catedral, que va començar a ser executada a partir del 1141 i a partir de la seva consagració, l'any 1331, es va convertir en l'eix vertebrador de la vida urbana.
Al segon terç del segle xv Catalunya va viure un període de convulsions socials i polítiques que aniria acompanyada d'una crisi econòmica i el conseqüent retrocés demogràfic, i en el cas de les comarques del Camp de Tarragona la situació es va viure de la mateixa manera.

### Revolució industrial
La revolució industrial, amb l'especialització agrària a l'entorn de la indústria del vi i de l'aiguardent, va donar un alè d'aire a l'economia d'aquestes comarques. D'aquesta manera, al Priorat l'agricultura va ser l'eix de la prosperitat econòmica del segle xviii. Si bé la vinya i el seu correcte cultiu van arribar de la mà dels monjos cartoixans d'Escala Dei, l'esclat econòmic es va produir a l'entorn dels dominis de l'antiga cartoixa, que van configurar el denominat Priorat històric.
En el cas de Reus, la bonança de la indústria del raïm li va donar l'embranzida per poder-ne obtenir uns rèdits fruit de l'activitat de la indústria de la destil·lació. La producció es va centrar a l'entorn de la cooperativa agrícola, que era molt potent, però també perquè l'aiguardent era un producte molt cotitzat. És en aquest sentit que l'aiguardent de Reus estava molt ben valorat a Anglaterra, França i també al mercat americà. Era precisament a París, Londres i Reus on es decidia la fluctuació del preu d'aquest producte i fruit d'aquesta activitat econòmica en va sorgir la frase “Reus, París i Londres” que encara avui en dia es tan popular entre els reusencs.
La gran època d'or de la indústria reusenca es va traduir també en l'obertura de noves indústries. Es va impulsar una important dinamització del comerç i de noves infraestructures al sud del país, com ara la modernització de la xarxa de camins o la construcció del Carrilet, a més a més de la recuperació demogràfica del territori. En aquella època, Reus era la segona ciutat del principat en població.
Arreu de les comarques de Tarragona, la revolució industrial es va traduir en la posada en marxa de vapors de carbó per a la indústria en localitats on es desenvolupava l'activitat econòmica sobretot a l'entorn del sector tèxtil.
A les acaballes del segle xix a la Costa Daurada s'hi van registrar diversos moviments. D'una banda, a l'interior, va néixer el cooperativisme amb la primera cooperativa a l'estat. Es tractava de la Societat Agrícola de Barberà de la Conca, era l'any 1894 i naixia com una gran entitat que aplegava als pagesos d'aquest municipi de la Conca de Barberà.

### Segle XX
El modernisme també feia arrel i especialment a Reus, on fins a vuitanta edificis preserven a hores d'ara la catalogació com a immobles modernistes. De fet, el conjunt conforma un espectacular aparador per descobrir l'arquitectura modernista amb obres realitzades per arquitectes com Lluís Domènech i Montaner, Pere Caselles i Joan Rubió Bellver. És recomanable la visita a la Casa Navàs, a la plaça del Mercadal, l'Institut Pere Mata i al Gaudí Centre, un homenatge a la deixa d'Antoni Gaudí.
Altres municipis de la Costa Daurada també van acollir la construcció d'edificis modernistes. És el cas de l'antic escorxador de Tarragona o Nulles, Rocafort de Queralt, Barberà de la Conca, Montblanc o l'Espluga de Francolí, aquests darrers amb els cellers modernistes, coneguts popularment com les catedrals del vi i que van signar arquitectes com Cèsar Martinell o Pere Domènech i Roura, entre d'altres.
A cavall entre els segles xix i xx a la Costa Daurada s'hi comencen a bastir els primers equipaments turístics. Salou va ser una de les localitats més primerenques, després que els veïns de Reus l'escollissin per a poder-hi fer els primers banys. La localitat va comptar també amb importants infraestructures: d'una banda, la línia de ferrocarril que connectava Barcelona amb el sud del país, i, de l'altra, a partir del 1886, la construcció del carrilet de Reus a Salou, que va ser explotat per la Companyia Reusenca de Tramvies i que va estar operatiu fins gairebé un segle després, concretament fins al 1975 quan l'ús del cotxe va provocar el seu tancament.
L'esclat de la guerra Civil espanyola també va paralitzar el desenvolupament de les comarques de la Costa Daurada. Contràriament al que va passar a partir dels anys 50, quan el territori va començar a percebre la transformació turística que, durant les darreres dècades, ha significat també una important transformació econòmica del territori.
En matèria turística, l'obertura de Port Aventura l'any 1995, situat a cavall dels termes municipals de Vila-seca i Salou, va significar un important impuls a l'oferta d'oci de qualitat. L'any 2017 es va obrir l'atracció de Ferrari Land, el parc dedicat a Ferrari i que és únic a Europa, amb propostes ben especials, com ara l'accelerador vertical més gran d'Europa o les torres de rebot, entre d'altres.

## Costa Daurada, la marca
Els atractius de la Costa Daurada han captivat als visitants que volen descobrir paisatges singulars i terres riques en cultura, patrimoni, gastronomia i, sobretot, la seva gent A partir del segle xix, la zona, ja disposava dels primers equipaments turístics. Del primer que se’n té constància és l'Hotel Londres, que estava situat a la cèntrica plaça Prim de Reus (1880). L'any 1890 obria portes l'Hotel Planas de Salou i el Balneari de Vallfogona de Riucorb ho feia tot just estrenat el segle xx, concretament l'any 1901.
L'interès pel turisme es va consolidar durant els primers anys del segle xx. L'any 1921 se celebrava a Tarragona el segon Congrés de Turisme de Catalunya i nou anys després es va dur a terme la constitució de la cadena Husa, quan es va produir l'associació de la família Gaspart i el propietari de l'Hotel Europa.
Ara bé, la denominació de Costa Daurada és fruit de les característiques de les seves platges: amb una sorra fina i daurada. Ho va aprovar el Govern de l'Estat, quan l'any 1965 el Ministerio de Turismo va incloure la denominació de Costa Daurada al registre de denominacions geoturístiques de l'estat.

## Les platges

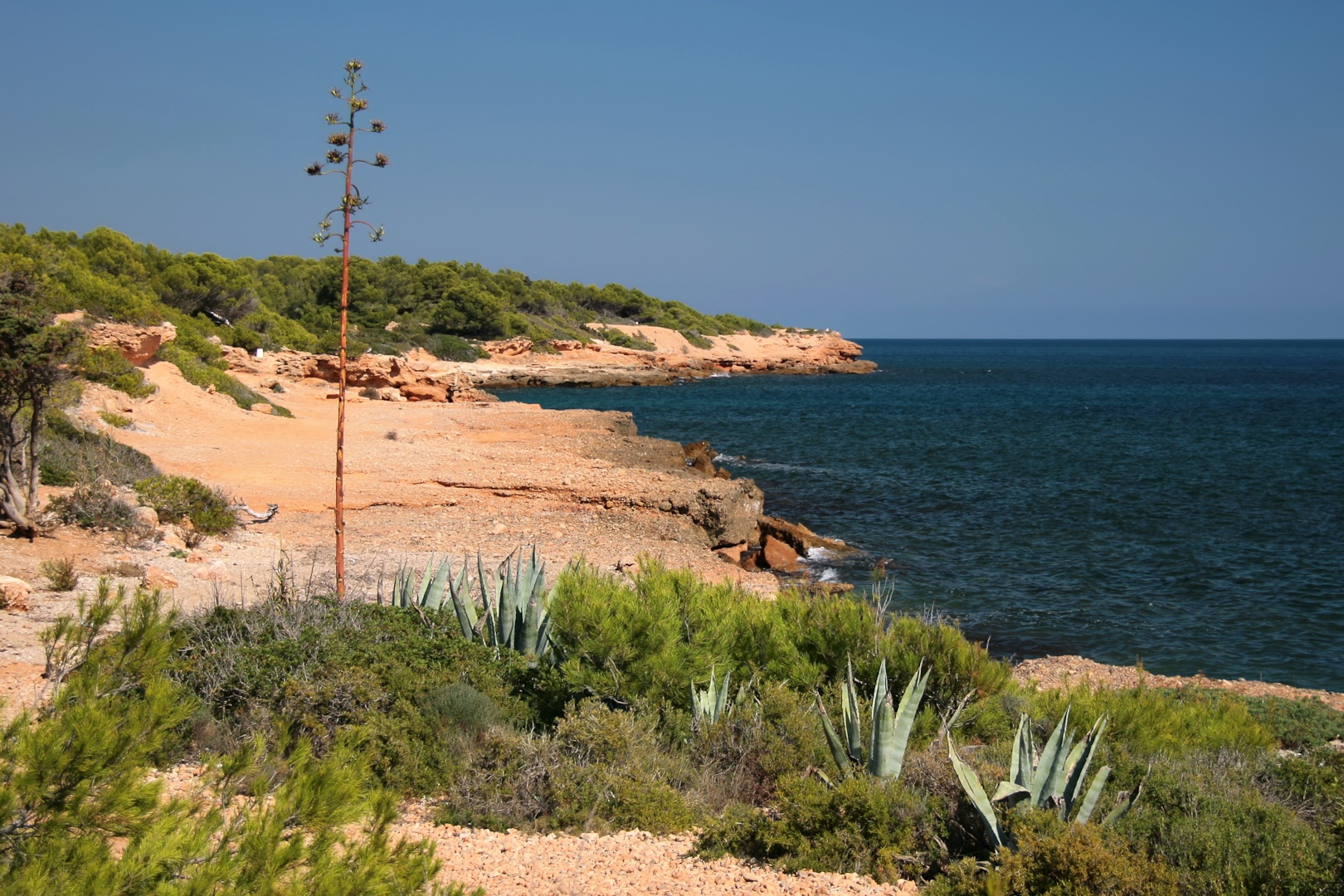
L'Ametlla de Mar.

La Costa Daurada compta amb un total de 81 quilòmetres de litoral que es reparteixen entre una seixantena de platges, bona part d'elles amb el comú denominador de fina arena daurada i un accés poc profund al mar.

### Bandera Blava
Bona part dels municipis de la Costa Daurada disposen de la bandera blava, una ecoetiqueta que garanteix estàndards de qualitat de les aigües, la neteja de la sorra, l'accessibilitat per a persones amb mobilitat reduïda, així com la disponibilitat de serveis com els sanitaris, de salvament i socorrisme. A més, algunes de les destinacions també disposen de la certificació ISO 14001:2004, que assegura la gestió mediambiental de les platges.

## Certificacions de Turisme Familiar
La Costa Daurada ha estat un territori pioner a Catalunya a l'hora d'esdevenir una destinació familiar completa. L'any 2003, Salou es va convertir en la primera destinació de la Costa Daurada que va obtenir la certificació de Turisme Familiar per la Generalitat de Catalunya. En l'actualitat, els municipis de Cambrils, Vila-seca, Calafell, El Vendrell i les Muntanyes de Prades també tenen aquesta certificació.

## Certificacions de Turisme Esportiu
Els municipis de Salou i Cambrils disposen també del certificat de Turisme Esportiu atorgat per la Generalitat de Catalunya. Aquesta catalogació distingeix les destinacions per la qualitat dels seus equipaments esportius. En el cas de Salou es tracta d'una destinació de qualitat pels camps de futbol de Futbol Salou, mentre que a Cambrils disposa de la certificació com a destinació multiesportiva pels següents esports: atletisme, futbol, vela i ciclisme.

### Golf
Les excel·lents condicions climatològiques de la Costa Daurada fan que la destinació sigui ideal per a la pràctica del golf durant tot l'any. El primer camp de golf de les comarques del Camp de Tarragona va ser el Club Golf Costa Daurada que, amb 55 hectàrees d'àrea de joc, va obrir les portes l'any 1983.
En l'actualitat, la Costa Daurada compta amb diversos camps de golf, així com diversos pitch & putt. Les instal·lacions dels camps com, per exemple, Lumine Mediterránea Beach and Golf Community, han estat dissenyades per firmes de gran prestigi com Greg Norman, Green Project o Robert Trent Jones Jr aquest darrer en el cas de Bonmont.
Els camps de golf compten amb tota mena de serveis, com piscines, gimnàs, botigues i escoles de golf o restaurants.
- Club de Golf Aigüesverds
- Club de golf Bonmont Terres Noves
- Bonmont Pitch & Put
- Club Golf Costa Daurada
- La Graiera
- Lumine Mediterránea Beach and Golf Community
- La Figuerola Resort Pitch & Putt
- Pitch & Putt el Vendrell
- Pitch & Putt Sant Jaume
- Golf Cambrils Pitch & Putt

### Nàutica i creuers
La costa ofereix una ric ventall d'activitats per gaudir de la mar. Es poden practicar nombroses activitats, gestionades des de l'Estació Nàutica o empreses privades, que ofereixen des de recorreguts tranquils amb caiac, passant per la descoberta del mar amb snorkel, pesca i gastronomia, entre d'altres.
En una iniciativa impulsada des del Port de Tarragona, amb el suport i la col·laboració dels Patronats de Turisme de la Costa Daurada i Tarragona, a més a més de l'Ajuntament de Reus, les Cambres de Comerç de Tarragona, la Patronal de Turisme, la Universitat Rovira i Virgili i PortAventura World, Tarragona Cruise Port es dedica a gestionar i promocionar el Port de Tarragona com a destinació de turisme de creuers.

## Patrimoni de la Unesco
L'any 1991, el monestir de Santa Maria de Poblet, a Vimbodí i Poblet, es convertia en el primer monument de la Costa Daurada en aconseguir la catalogació de Patrimoni de la Humanitat per la Unesco.
L'any 1998, les pintures rupestres de l'arc Mediterrani van aconseguir la declaració de Patrimoni de la Humanitat. A la Costa Daurada, dins d'aquesta declaració trobareu les pintures de Montblanc i les que són visitables i emplaçades a la pedania de Rojals.
Tarragona també va aconseguir la seva inclusió a la llista de Patrimoni de la Humanitat per part de la Unesco. L'any 2000 el conjunt arqueològic de l'antiga Tàrraco va ser inclòs en el conjunt de la Unesco per la qualitat del seu patrimoni monumental que s'ha preservat des de fa més de dos mil·lennis.
Els castells són una de les tradicions més arrelades a la Costa Daurada. Amb més de dos segles d'història, aquesta tradició, que va néixer a Valls, s'ha anat estenent arreu. Força, equilibri, valor i seny són valors associats al fet casteller i que li han merescut la catalogació, l'any 2010, de Patrimoni Immaterial per part de la Unesco.
El mateix exercici la Unesco també va aprovar la inclusió de la Dieta Mediterrània en la mateixa llista de Patrimoni Immaterial, per les característiques i propietats dels seus peixos, verdures, llegums, fruites i l'oli d'oliva. A la Costa Daurada hi ha una rica oferta de cuina en el marc de la Dieta Mediterrània.

## Patrimoni natural
La Costa Daurada també disposa d'un extraordinari patrimoni natural a l'interior. En destaca, especialment, el Parc Natural de Serra del Montsant, catalogat per l'important valor de les espècies naturals i vegetals que hi habiten. Es tracta d'una serra amb un elevat simbolisme i biodiversitat pel relleu de singles, barrancs i congosts. El Parc Natural de la Serra de Montsant és emplaçat a la comarca del Priorat i es pot visitar seguint itineraris de flora, municipals, culturals, de bicicleta o via ferrada.
Les muntanyes de Prades, amb una extensió de 260 quilòmetres, a cavall de les comarques del Baix Camp i l'Alt Camp, la Conca de Barberà i el Priorat, són un clar exemple de l'ecosistema mediterrani, amb una flora i fauna diversa. S'hi troba el bosc de Poblet, catalogat per la Generalitat com a Paratge Natural perquè és un dels més ben conservats de les muntanyes de Prades. El bosc, que formava part des del segle xii dels dominis del monestir de Poblet, té una rica oferta d'itineraris per descobrir-lo. El bosc de Poblet, que compta amb les antigues cases forestals de La Pena, Castellfollit i el Tillar, té un alt interès geològic i de vegetació en què en destaquen alzinars, pinedes, teixedes, rouredes, a més a més de boscos de ribera. Acull nombroses activitats turístiques organitzades per l'Oficina de Gestió del Paratge.

## Museus
Els museus permeten conèixer conèixer part de la història de la Costa Daurada:
| Vil·la Romana dels Munts                      |
| Vil·la Romana de Centcelles                   |
| Arc de Berà                                   |
| Torre dels Escipions                          |
| Museu Nacional Arqueològic de Tarragona       |
| Museu i Necròpolis Paleocristians             |
| Teatre Romà                                   |
| Conjunt Paleocristià del Francolí             |
| Amfiteatre Romà                               |
| Aqüeducte de les Ferreres                     |
| Fòrum Local o Fòrum de la Colònia             |
| Maqueta de la Tàrraco Romana                  |
| Muralles Passeig Arqueològic                  |
| Fòrum Provincial i Circ Romà                  |
| Pedrera del Mèdol                             |
| Reial Monestir de Santa Maria de Poblet       |
| Reial Monestir de Santa Maria de Santes Creus |
| Casa Pairal de la Família Gaudí               |
| Casa Bofarull                                 |
| Gaudí Centre                                  |
| Institut Pere Mata                            |
| Casa Navàs                                    |
| Centre Miró                                   |
| Casa Nadiua Pau Casals                        |
| Fundació Apel·les Fenosa                      |
| Museu Deu                                     |
| Vil·la Museu Pau Casals                       |

## Gastronomia
La gastronomia mediterrània de la Costa Daurada compta també amb destacats productes que han estat protegits per la seva singularitat. Es tracta dels següents:
Productes amb Denominació d'Origen Protegida (DOP)
- DOP Avellana de Reus
- DOP Oli de Siurana

Productes amb Indicació Geogràfica Protegida (IGP)
- IGP Calçot de Valls
- IGP Patata de Prades

Productes Peix Blau Marca de Qualitat
- Sardina
- Seitó
- Verat
- Bis
- Boga
- Sorell

### Calendari de les festes gastronòmiques
Alt Camp
- Valls, Festa de la calçotada, el darrer diumenge del mes de gener

Baix Penedès
- El Vendrell, xatonada popular el primer diumenge de febrer.

- Calafell, xatonada popular el primer diumenge de març.

Baix Camp
- Cambrils, jornades de la galera durant el mes de febrer

- L'Hospitalet de l'Infant, jornades de la tonyina mesos d'abril i maig.

Conca de Barberà
- L'Espluga de Francolí, fira-mostra del carquinyoli el primer cap de setmana de maig

Priorat
- Ulldemolins, festa de la truita amb suc el segon diumenge del mes de març.

Tarragonès
- Altafulla, festa de l'olla el tercer diumenge del mes de març.

- Tarragona, jornades de cuina romana coincidint amb al celebració de Tàrraco Viva la segona i tercera setmana de maig.

- Torredembarra, jornades gastronòmiques “Ranxets de mar”, durant el mes de maig.

- Salou, festa del calamar durant el mes de novembre.

### Enoturisme
La Costa Daurada és territori d'excel·lents vins. Des de l'arribada dels romans, a les comarques de la costa s'hi conreen vinyes, encara que la gran expansió es va produir amb l'arribada dels monjos del Cister i Cartoixans. La producció de raïm i l'elaboració del vi ha estat molt arrelada amb la tradició monàstica i des de l'Edat Mitjana ha estat adoptada com a pròpia en aquest territori.
Denominació Origen Qualificada Priorat (DOQ Priorat)
El sòl, el clima i també la singular orografia del Priorat fan d'aquest territori un espai privilegiat i únic per a l'elaboració de vins suprems. Tot i les seves reduïdes dimensions, la DOQ Priorat disposa de 99 cellers, en els quals s'elaboren vins procedents d'explotacions familiars, cooperatives i d'empreses.
La D.O.Q. Priorat té dotze zones de producció vitícola i una vintena de vins de vila.
Denominació d'Origen Montsant (DO Montsant)
La DO Montsant és la més jove de la Costa Daurada. Tot i això, els vins que s'hi elaboren són de tradició centenària amb varietats arrelades al territori com la garnatxa o la carinyena, i d'altres fruit d'incorporacions posteriors com el cabernet, syrah o el merlot.
La DO Montsant, també emplaçada geogràficament a la comarca del Priorat, aplega a un total de 1.900 hectàrees i els vins que s'hi produeixen gaudeixen d'un gran prestigi entre el sector.
Denominació d'Origen Conca de Barberà (DO Conca de Barberà)
A una altitud superior als 350 metres sobre el nivell del mar, els cellers i les cooperatives que produeixen sota el paraigües de la Conca de Barberà cultiven vinyes des de fa segles.
La varietat autòctona de referència és el trepat, un raïm rosat que és emprat en l'elaboració de vins i també de caves d'aquest color. A la DO Conca de Barberà també s'elaboren vins blancs i negres d'una gran qualitat.
Denominació d'Origen Tarragona (DO Tarragona)
La DO Tarragona presumeix amb orgull d'una tradició bimil·lenària en el cultiu de vinyes, iniciada amb l'arribada dels romans. Es tracta de la DO amb major producció de la Costa Daurada, on s'hi elaboren vins de les varietats blancs i negres repartits en 73 termes municipals. Any rere any es posen en marxa nous cellers a la DO Tarragona mentre que també creix la valoració dels vins que s'hi elaboren.
Denominació d'Origen Penedès (DO Penedès)
La DO Penedès aplega una gran franja de territori entre mar i muntanya, a cavall entre Barcelona i Tarragona. Alguns municipis de la comarca de l'Alt Camp i tots els del Baix Penedès, elaboren vins de les varietats blanques i negres, per a una DO rica en productes diferenciats, amb aromes i cossos distints, fruit de les diferències climàtiques, paisatgístiques i de sòls que la conformen.
S'hi van bastir importants catedrals del vi, on encara s'hi elaboren vins. Bona part d'elles, com les de l'Espluga, Nulles, Montblanc o Rocafort de Queralt són visitables.

#### Fires del Vi
- Fira del vi de Falset. Primer cap de setmana de maig.
- Salou, fira del vi amb DO Montsant i DOQ Priorat. Segon cap de setmana de maig.
- Fira del vi de la DO Tarragona. Últim cap de setmana de maig.
- Fira de les DO de la demarcació a Reus. Primer cap de setmana de juny.
- Vermutada Popular del vermut de Reus. Segona quinzena de juny.
- Festa de la verema de l'Espluga de Francolí. Darrer cap de setmana d'agost.
- Cambrils, porta d'entrada al país del vi. Segon cap de setmana d'octubre.

### Oleoturisme
Oli DOP Siurana
Els olis que es produeixen a la Denominació d'Origen Protegida Siurana són cultivats a la Conca de Barberà, Baix Penedès, Alt Camp, Tarragonès, Priorat, Baix Camp i la Ribera d'Ebre.

## Tradicions
La Costa Daurada és un territori ric amb propostes i ofertes tradicionals i culturals, com les festes majors dels pobles. El calendari festiu s'amplia amb les celebracions que han estat declarades festes tradicionals d'interès nacional, aquestes són: 
- Tres Tombs de Sant Antoni de Valls (se celebra el segon cap de setmana de gener)
- Cós de Sant Antoni de Vila-seca (se celebra al mes de gener)
- Encamissada de Falset (se celebra per Sant Antoni)
- Festes Decennals de la Mare de Déu de la Candela de Valls (se celebren el 2 de febrer de cada any acabat en 1)
- Processó del Sant Enterrament de Tarragona (se celebra durant la setmana Santa)
- Ball del Sant Crist de Salomó (se celebra el mes de maig)
- Festa Major de Reus (se celebra coincidint amb Sant Pere)
- Ball del Sant Crist de Salomó (se celebra el mes de maig)
- Festa Major de l'Arboç (se celebra el mes d'agost)

Pel que fa als castells, al llarg de la temporada a la Costa Daurada hi trobareu nombroses cites per a gaudir-ne. A més, els anys parells, la Tàrraco Arena Plaça de Tarragona acull el Concurs de Castells de Tarragona.
Juny
- Sant Joan a Valls
- Altafulla
- Festa Major a Vila-seca
- Santa Anna a Reus

Agost
- Firagost a Valls
- Nits Daurades a Salou
- Vallmoll
- La Bisbal del Penedès
- Sant Magí a Tarragona
- Arboç
- Festa Major del Catllar
- Festa Major Arboç

Setembre
- Santa Rosalia a Torredembarra
- Diada Nacional a Valls
- Diada Nacional a moltes localitats
- Santa Tecla a Tarragona
- La Mercè a Tarragona
- Montblanc
- Misericòrdia a Reus
- Concurs de Castells a Torredembarra

Octubre
- Concurs de Castells a Tarragona
- Xiquets de Tarragona a Tarragona
- Santa Teresa al Vendrell
- Fira del Vi a Cambrils
- Diada dels Xiquets de Reus a Reus
- Santa Úrsula a Valls
- Vila-rodona